# Gastrinopa
Gastrinopa là một chi bướm đêm thuộc họ Geometridae.